# Caloptilia fidella
Caloptilia fidella là một loài bướm đêm thuộc họ Gracillariidae. Nó được tìm thấy ở Đức đến Italia và Macedonia và from Pháp đến Nga và Ukraina.
Ấu trùng ăn Celtis australis và Humulus lupulus. Chúng ăn lá nơi chúng làm tổ.